# هاري فريدريك بيكر
هاري فريدريك بيكر (بالإنجليزية: Harry Frederick Baker)‏ هو طيار أسترالي، ولد في 29 يوليو 1904 في Glanville, South Australia ‏ في أستراليا، وتوفي في 8 يونيو 1986 في Como, Western Australia ‏ في أستراليا.